# NNTP
NNTP или Network News Transfer Protocol е протокол за четене и публикуване главно на Usenet статии, както и трансфер на новини между сървъри за новини. Протоколът е създаден през 1986 г. и спецификацията му е RFC 977.

## История
Първоначално мрежата Usenet (дискусионни групи или нюзгрупи) е разработена да работи в UUCP мрежи (UUCP протокол), като повечето от статиите са трансферирани между отделните системи чрез директна телефонна връзка със сървъра. Читателите и писателите е трябвало да се логват на компютъра, който хоства дискусионната група, четейки и пишейки статиите директно на твърдия диск на сървъра.
С разширяването на локалните мрежи и интернет се е наложило да бъдат разработени четящи програми за новини за компютри. Взето е решението да бъде създаден протокол, подобен на SMTP, но нагаден за четене на нюзгрупи.
TCP порт 119 е резервиран за NNTP. Когато клиентите ползват SSL, се ползва и TCP порт 563. Някои го наричат NNTPS.
NNTP се ползва широко, но се полагат усилия за създаване на обновен стандарт. Протоколът IMAP също може да бъде ползван за четене на нюзгрупи.

## Network News Reader Protocol
По време на опит за обновяване на NNTP в началото на деветдесетте се ражда специализирана версия на NNTP за ползване от клиентската страна. Тя се нарича Network News Reader Protocol или NNRP. Този протокол никога не бива завършен, но името му остава в програмата (nnrpd) в пакета INN. В резултат на това някои стандартни клиентски програми за NNTP се свързват с NNRP.